# Postale recherche
De postale recherche is een opsporingsdienst behorende bij de posterijen. In veel landen waar de postbezorging geheel of gedeeltelijk een monopolie is, fungeert of fungeerde de postale recherche als een politiedienst die zich bezighoudt met misdrijven die betrekking hebben op de postbezorging of andere activiteiten van het postbedrijf (telefonie, telegrafie en bankdiensten). Het kan daarbij bijvoorbeeld gaan om schending van het briefgeheim, diefstal en verduistering van poststukken of misdrijven tegen postbezorgers.

## Duitsland
De Deutsche Bundespost kende tot de privatisering in 1994 een zogeheten Betriebssicherungsdienst ("bedrijfsveiligheidsdienst") die zich voornamelijk bezighield met het voorkomen en opsporen van verduistering en diefstal van poststukken en van sabotage en beschadiging van installaties voor telecommunicatie. De leden van deze dienst hadden in de meeste deelstaten verregaande bevoegdheden als "Hilfsbeamter der Staatsanwaltschaft". Na de privatisering is een deel van de taken bij de Deutsche Post AG ondergebracht, maar zonder justitiële bevoegdheden.

## Nederland
Nederland kende vóór de verzelfstandiging van PTT Post in 1989 een postale recherche die bestond uit ambtenaren van de PTT en leden van het Korps Rijkspolitie. De dienst onderzocht onder meer schendingen van het brief-, telefoon- en telegraafgeheim, diefstal en verduistering van poststukken, en fraude met girobetaalkaarten. De postale recherche, die gevestigd was in 's-Hertogenbosch, fungeerde daarmee de facto als een private politiedienst.

## Verenigde Staten

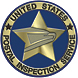
Badge van de USPIS

In de Verenigde Staten heeft de United States Postal Service een eigen politiedienst, de United States Postal Inspection Service (USPIS). Deze dienst, waarvan een voorloper door Benjamin Franklin werd opgericht, houdt zich bezig met een breed spectrum aan strafbare feiten die tegen de posterijen gericht zijn of deze gebruiken. In veel gevallen gaat het daarbij om fraude waarbij de posterijen op enige wijze betrokken zijn. Maar ook ziet de USPIS toe op het handhaven van het monopolie dat de US Postal Service heeft op de bezorging van briefpost. Particuliere expressediensten als FedEx mogen bijvoorbeeld alleen briefpost bezorgen als deze zeer spoedeisend is. In het kader daarvan deed de USPIS een inval bij het bedrijf Equifax, dat zij ervan verdachten niet-urgente post met FedEx te versturen.